# Fabrizio Mioni
Fabrizio Mioni (ur. 23 września 1930 w Rzymie we Włoszech, zm. 8 czerwca 2020 w Los Angeles) – włoski aktor telewizyjny i filmowy.
Przerwał studia uniwersyteckie, gdy przyjął rolę sierżanta Turchi w filmie Folgore Division (1955) i natychmiast rozpoczął błyskotliwą karierę. W teatrze pracował z Luchino Visconti.
20 czerwca 1961 w Orange County ożenił się z Mailą Nurmi i zamieszkał w Los Angeles.

## Filmografia

### Filmy fabularne
- 1958: Herkules jako Jazon
- 1959: Błękitny anioł (The Blue Angel) jako Rolf
- 1959: Herkules i królowa Lidia (Ercole e la regina di Lidia) jako Jazon
- 1961: Szczęśliwa dziewczyna (Girl Happy) jako Romano Orlada
- 1965: Szpieg z moją twarzą (The Spy with My Face) jako Arsene Coria
- 1968: Tajna wojna Harry’ego Frigga (The Secret War of Harry Frigg) jako Lejtnant Rossano

### Seriale TV
- 1964: Doktor Kildare (Dr. Kildare) jako Armando di Corregio
- 1965: Perry Mason jako Paulo Porro
- 1965: Bonanza jako Carlo Alfieri